# Emiratos Árabes Unidos en los Juegos Olímpicos de Tokio 2020
Los Emiratos Árabes Unidos estuvieron representados en los Juegos Olímpicos de Tokio 2020 por cinco deportistas masculinos que compitieron en cuatro deportes.
El portador de la bandera en la ceremonia de apertura fue el nadador Yusuf Almatrushi. El equipo olímpico emiratí no obtuvo ninguna medalla en estos Juegos.